# Ranunculus spegazzinii
Ranunculus spegazzinii är en ranunkelväxtart som beskrevs av Alicia Lourteig. Ranunculus spegazzinii ingår i släktet ranunkler, och familjen ranunkelväxter. Inga underarter finns listade i Catalogue of Life.